# Posavska grupna nogometna liga 1984./85.
"Posavska grupna nogometna liga" ("Posavska nogometna liga") je bila jedna od četiri grupne lige "Međuopćinskog nogometnog saveza Brčko" i liga sedmog stupnja nogometnog prvenstva Jugoslavije u sezoni 1984./85. (nakon reorganizacije liga "MNS Brčko", gdje je uvedena Zonska liga, a Međuopćinska liga podijeljena na dvije skupine) 
 
Sudjlovalo je 12 klubova, a prvak je bio klub "Mladost" iz Domaljevca. 

## Ljestvica
| mj. | klub                  | ut. | pob. | ner. | por. | gol+ | gol- | bod     |
| --- | --------------------- | --- | ---- | ---- | ---- | ---- | ---- | ------- |
| 1.  | Mladost Domaljevac    | 22  | 15   | 2    | 5    | 50   | 28   | 32      |
| 2.  | Mladost Sibovac       | 22  | 13   | 2    | 7    | 56   | 38   | 28      |
| 3.  | Mladost Tišina        | 22  | 10   | 5    | 7    | 47   | 38   | 25      |
| 4.  | Sloga Prud            | 22  | 8    | 9    | 5    | 40   | 28   | 24 (-1) |
| 5.  | Jedinstvo Crkvina     | 22  | 11   | 2    | 9    | 45   | 36   | 24      |
| 6.  | Bosna Mionica         | 22  | 9    | 6    | 7    | 39   | 36   | 24      |
| 7.  | Mladost Donji Hasić   | 22  | 9    | 3    | 10   | 35   | 45   | 21      |
| 8.  | Zasavica              | 22  | 7    | 6    | 9    | 38   | 38   | 20      |
| 9.  | Trebava Zelinja Donja | 22  | 8    | 4    | 10   | 46   | 52   | 20      |
| 10. | Bosna Bazik           | 22  | 7    | 5    | 10   | 35   | 43   | 19      |
| 11. | Posavina Tramošnica   | 22  | 7    | 3    | 12   | 43   | 44   | 17      |
| 12. | Hajduk Batkuša        | 22  | 3    | 3    | 16   | 22   | 69   | 6       |

## Rezultatska križaljka
| kratica | klub                  | BOSB | BOSM | HAJ | JED | MLAD | MLADH | MLAS | MLAT | POS | SLO | TRE | ZAS |
| --- | --------------------- | ---- | ---- | --- | --- | ---- | ----- | ---- | ---- | --- | --- | --- | --- |
| BOSB | Bosna Bazik           |      |      |     |     |      |       |      |      |     |     |     |     |
| BOSM | Bosna Mionica         |      |      |     |     |      |       |      |      |     |     |     |     |
| HAJ | Hajduk Batkuša        |      |      |     |     |      |       |      |      |     |     |     |     |
| JED | Jedinstvo Crkvina     |      |      |     |     |      |       |      |      |     |     |     |     |
| MLAD | Mladost Domaljevac    |      |      |     |     |      |       |      |      |     |     |     |     |
| MLADH | Mladost Donji Hasić   |      |      |     |     |      |       |      |      |     |     |     |     |
| MLAS | Mladost Sibovac       |      |      |     |     |      |       |      |      |     |     |     |     |
| MLAT | Mladost Tišina        |      |      |     |     |      |       |      |      |     |     |     |     |
| POS | Posavina Tramošnica   |      |      |     |     |      |       |      |      |     |     |     |     |
| SLO | Sloga Prud            |      |      |     |     |      |       |      |      |     |     |     |     |
| TRE | Trebava Zelinja Donja |      |      |     |     |      |       |      |      |     |     |     |     |
| ZAS | Zasavica              |      |      |     |     |      |       |      |      |     |     |     |     |
| |                       |      |      |     |     |      |       |      |      |     |     |     |     |
| podebljan rezultat - utakmice od 1. do 11. kola (1. utakmica između klubova) rezultat normalne debljine - utakmice od 12. do 22. kola (2. utakmica između klubova) rezultat nakošen - nije vidljiv redoslijed odigravanja međusobnih utakmica iz dostupnih izvora rezultat nakošen i smanjen * - iz dostupnih izvora nije uočljiv domaćin susreta prekrižen rezultat - poništena ili brisana utakmica p - utakmica prekinuta 3:0 p.f. / 0:3 p.f. - rezultat 3:0 bez borbe n.i. - nije igrano |                       |      |      |     |     |      |       |      |      |     |     |     |     |

 Izvori: 

## Unutrašnje poveznice
- Posavsko-podmajevička grupna liga 1984./85.